# Cass Gilbert
Cass Gilbert (Zanesville, 24 de novembro de 1859 - 17 de maio de 1934) foi um grande arquiteto estadunidense, idealizador de grandes obras públicas em seu país. De seus grandes projetos, se destacam o Woolworth Building, em Nova Iorque, e o Edifício da Suprema Corte, em Washington, D.C.